# Namib

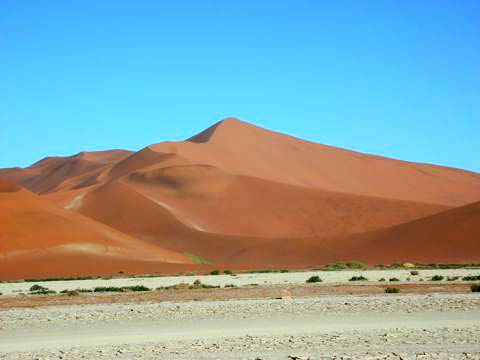
Na pustyni Namib znajduje się najwyższa wydma piaskowa na świecie, Dune 7, czyli Wydma 7, o wysokości ponad 340 m

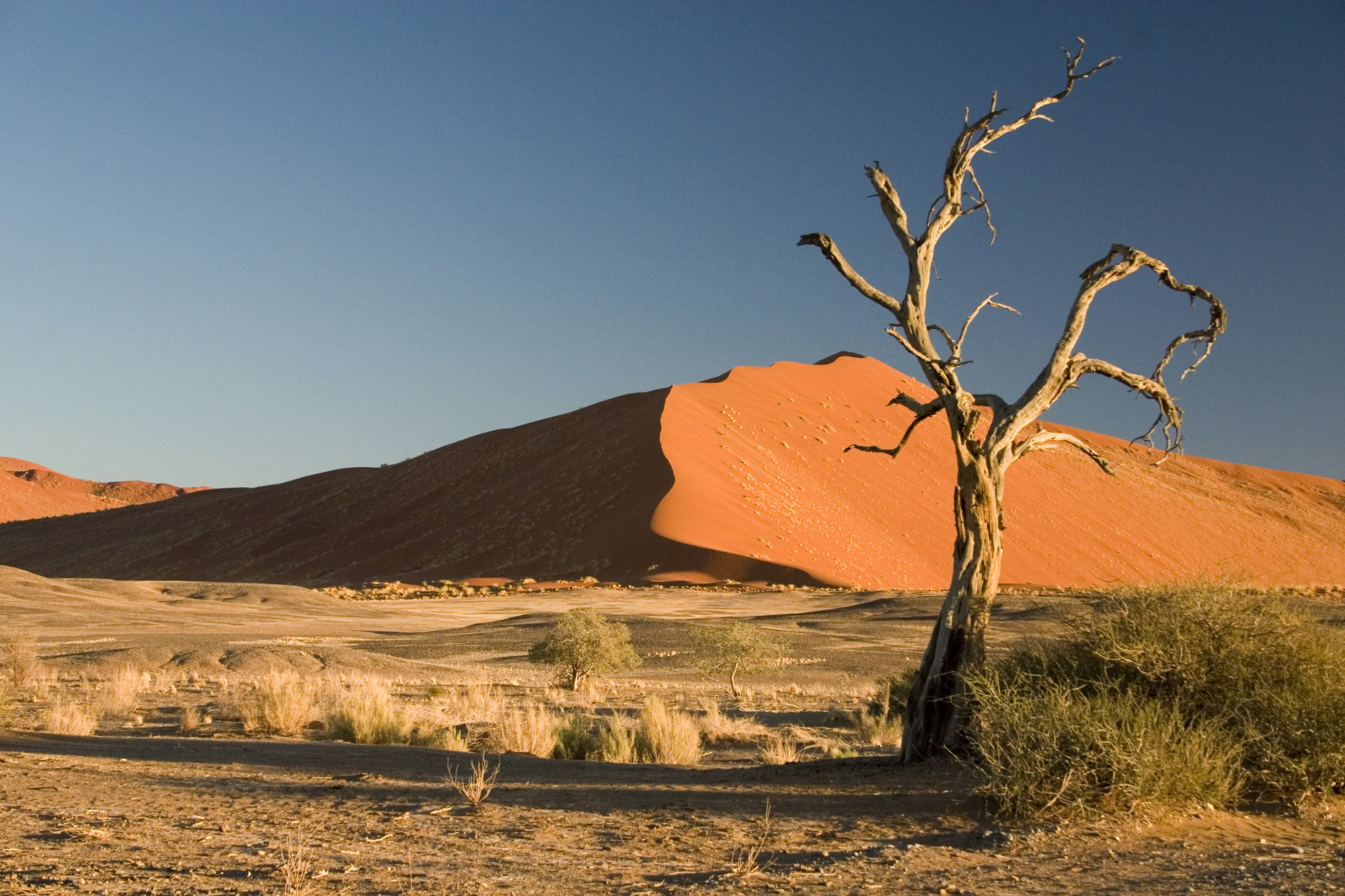
Acacia erioloba, drzewo z rodzaju akacji, na pustyni Namib

Pustynia Namib położona jest głównie w Namibii, w południowo-zachodniej Afryce na wybrzeżu Atlantyku. Rozpoczyna się na terenie Angoli i rozciąga wzdłuż całego wybrzeża Namibii, tj. od ujścia rzeki Kunene na granicy z Angolą na północy po ujście rzeki Oranje na południu, na granicy z RPA. Namib w języku nama oznacza „olbrzymi”, a w innym tłumaczeniu „miejsce, gdzie nic nie ma”. Od tego słowa pochodzi nazwa Namibii.
- Długość: ok. 1300 km
- Szerokość: od 50 do 160 km
- Powierzchnia: ok. 130 tys. km²

Przez jej teren przepływa rzeka Kuiseb, przez większą część roku wyschnięta. Dzieli ona Namib na dwie części. Część północna to skalista wyżyna, dochodząca na zachodzie do oceanu. Ten rejon nosi nazwę Wybrzeża Szkieletowego i jest chroniony jako park narodowy.
Południowa część ma charakter piaszczystej równiny z przemieszczającymi się półksiężycowatymi, prostymi lub gwiaździstymi wydmami. Piasek w pobliżu wybrzeża jest żółty, zaś w głębi lądu przybiera odcień ciemnoczerwony. Łańcuchy wydm przebiegają w kierunkach północ-południe i osiągają wysokość do 200 m oraz długość 50 km. Najwyższe wydmy znajdują się w środkowej części pustyni koło Sossusvlei, mają one nawet ponad 300 m wysokości. W ciągu dnia temperatura piasku może osiągnąć ponad 80 stopni Celsjusza. Pustynię Namib uznaje się za najstarszą na świecie, ma ona ok. 80 mln lat. Wchodzi w skład Parku Narodowego Namib-Naukluft.
Jest to jeden z najbardziej ubogich w opady terenów na świecie. Średnie rocznie opady wynoszą zaledwie 10–14 mm. Zwykle występują tylko raz na kilka lat i tylko przez kilka dni.
Zimny antarktyczny Prąd Benguelski na Atlantyku ochładza powietrze nad oceanem, co powoduje powstawanie mgły. Dociera ona do pustyni Namib sięgając na sześćdziesiąt kilometrów w głąb lądu i niesie wilgoć, która pozwala przeżyć tutejszej faunie i florze.
W Lüderitz eksploatuje się diamenty.
Na pustyni znajduje się wiele unikalnych i endemicznych gatunków roślin i zwierząt.
- flora
  - welwiczja przedziwna (Welwitschia mirabilis) – odkryta przez Friedricha Welwitscha w 1859 roku,
  - Kokerboom, inaczej drzewo kołczanowe (Aloe dichotoma) – sukulent osiągający wysokość 7 metrów.
- fauna
  - złotokret (Chrysochloris aurea) – odkryty dopiero w latach 60. XX wieku,
  - oryks południowy (Oryx gazella) – doskonale przystosowany do pustynnych warunków. Długo wytrzymują bez wody, pocą się, dopiero gdy ciało osiągnie temperaturę 45 stopni Celsjusza.